# Fort Breendonk
Fort Breendonk (do roku 1977 Breendonck) je pevnost (fort) v Belgii, na okraji města Willebroek, necelých 25 km od Bruselu a 19 km od Antverp. Byla postavena
jako součást linie pevností na obranu Antverp. V době druhé světové války byla přeměněna na koncentrační tábor. Vězni zde držení byli určeni k deportaci do dalších táborů v Německu.

## Historie pevnosti
Práce na stavbě pevnosti byly zahájeny v roce 1909. Pevnost byla součástí vnější linie obranného systému Antverp. Byla postavena z nezpevněného betonu, výzbroj tvořila dvě děla ráže 150 mm, dvě houfnice 120 mm, čtyři děla 75 mm a 17 děl ráže 57 mm. Tato výzbroj směřovala na jih, ve směru nejpravděpodobnějšího útoku. Pro obranu boků byla vybavena ještě čtyřmi 120 mm a čtyřmi 75 mm děly. Mírový stav posádky tvořilo 80 mužů, válečný 330. Celkové náklady na stavbu činily zhruba 2 200 000 franků. V době vypuknutí první světové války nebyla pevnost ještě zcela dokončena.
Po německém vpádu do Belgie 4. srpna 1914 se postupně většina belgické armády stáhla do prostoru Antverp. Dělostřelecké bombardování antverpských pevností začalo 28. září, Němci nasadili i 42 cm moždíře (Tlustá Berta) a rakousko-uherské 30,5 cm moždíře. Pevnost Breendonk byla poprvé zasažena 1. října, do 8. října do prostoru pevnosti dopadlo celkem 563 střel z 30,5 cm moždířů. Nejtěžší ostřelování proběhlo 8. října, kdy byl zabit i velitel. Další den byla pevnost dobyta.
V době německého útoku na Belgii za druhé světové války bylo v pevnosti umístěno vrchní velení belgické armády, včetně krále Leopolda III. Ten se do pevnosti přemístil 10. května 1940. V důsledku zhoršení vojenské situace bylo velitelství 17. května evakuováno.

## Koncentrační tábor
Němečtí okupanti v pevnosti zřídili tranzitní koncentrační tábor (Auffanglager), který začal fungovat od září 1940. Jeho velitelem byl jmenován SS-Sturmbannführer Philipp Schmitt.
Zpočátku tvořili asi polovinu uvězněných Židé, od roku 1942 tvořili většinu odbojáři a političtí vězni. Asi 3-4% vězňů byly ženy. Nejmladšímu vězni bylo jen šestnáct let. Z tábora pravidelně odjížděly transporty s uvězněnými do dalších koncentračních táborů, zejména v Německu. Průměrná doba, kterou vězeň strávil v táboře, byla asi tři měsíce.
Vězni byli nasazeni na těžké práce, odstranili všechny valy a náspy z pevnostních objektů, překopali vodní příkop kolem pevnosti a prováděli další stavební úpravy. Životní podmínky vězňů byly velmi tvrdé, ničila je kombinace nedostatečné stravy a těžké práce, dozorci často vězně týrali a někdy i zabíjeli.
Ostrahu tábora tvořilo zpočátku menší množství německých příslušníků SS a oddíl Wehrmachtu. V září 1941 je nahradila jednotka SD, složená většinou z Vlámů a podmínky v táboře se ještě zhoršily. Někteří z Vlámů vynikali obzvláštní krutostí k vězňům. Během fungování tábora v letech 1940–1944 se zde vystřídalo na 3500 vězňů. Konce války se jich v různých táborech dožila asi polovina. Maximální počet vězňů, držených současně v táboře, nepřekročil 600, celkem zde zemřelo kolem tří stovek vězňů na následky mučení, hladu, mrazu a nemocí. Od konce roku 1942 probíhaly popravy politických vězňů, 450 jich bylo zastřeleno, 14 oběšeno.
V květnu 1944 byl tábor evakuován, všichni vězni byli převezeni do Německa. Potom tábor sloužil k dočasnému věznění odbojářů a jiných odpůrců režimu. Tábor byl osvobozen spojeneckými vojsky začátkem září 1944.
Na jaře 1946 proběhl v Mechelenu soudní proces s dozorci a kápy z Breendonku. Patnáct rozsudků smrti bylo vykonáno 12. dubna 1947. Proces s velitelem tábora Schmittem se konal v Antverpách v roce 1949. Schmitt byl odsouzen k trestu smrti a zastřelen 9. srpna 1950. Byl to poslední vykonaný trest smrti v Belgii.
Od roku 1947 je pevnost Breendonk otevřena veřejnosti jako památník obětem nacistického režimu.

## Galerie

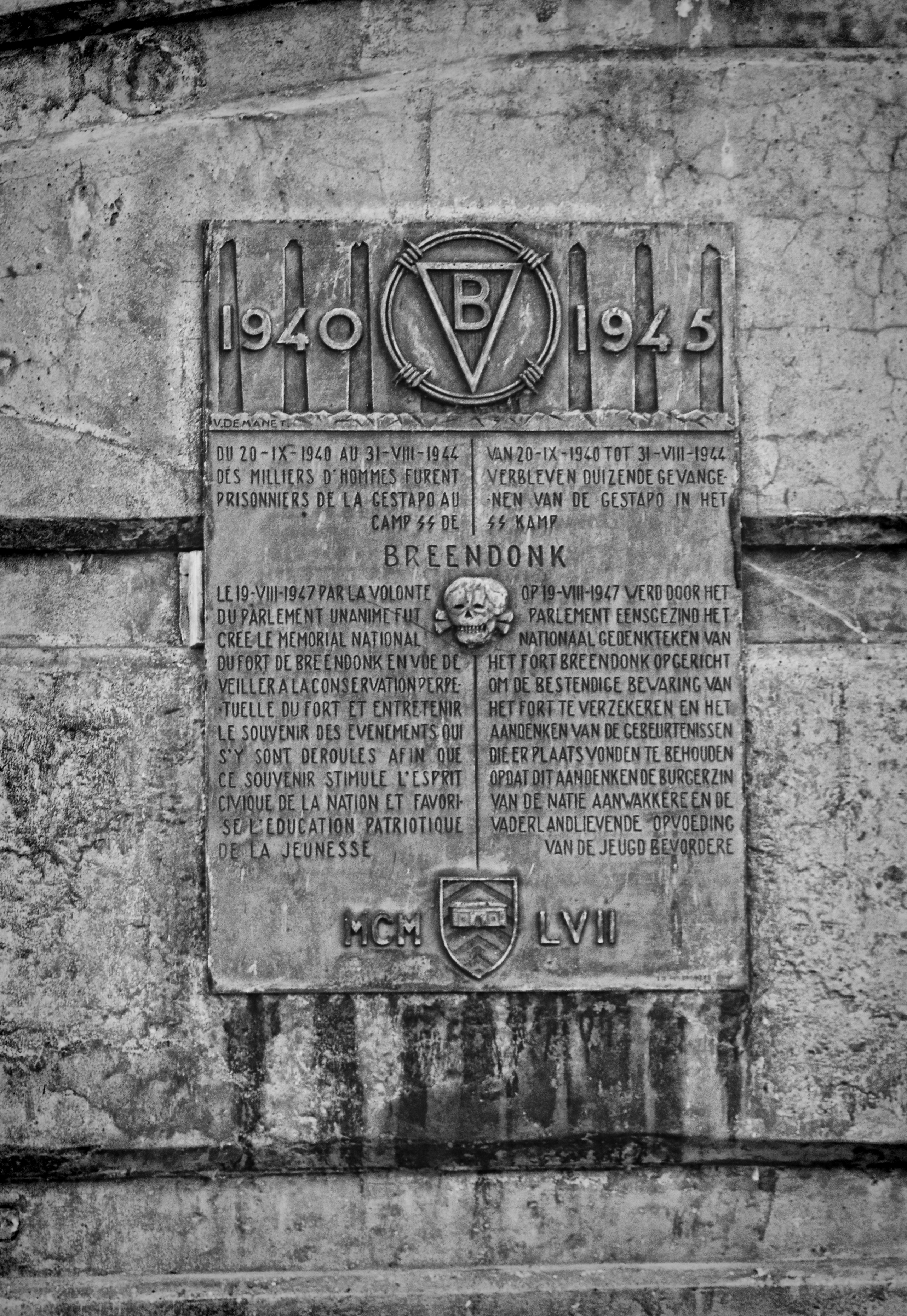
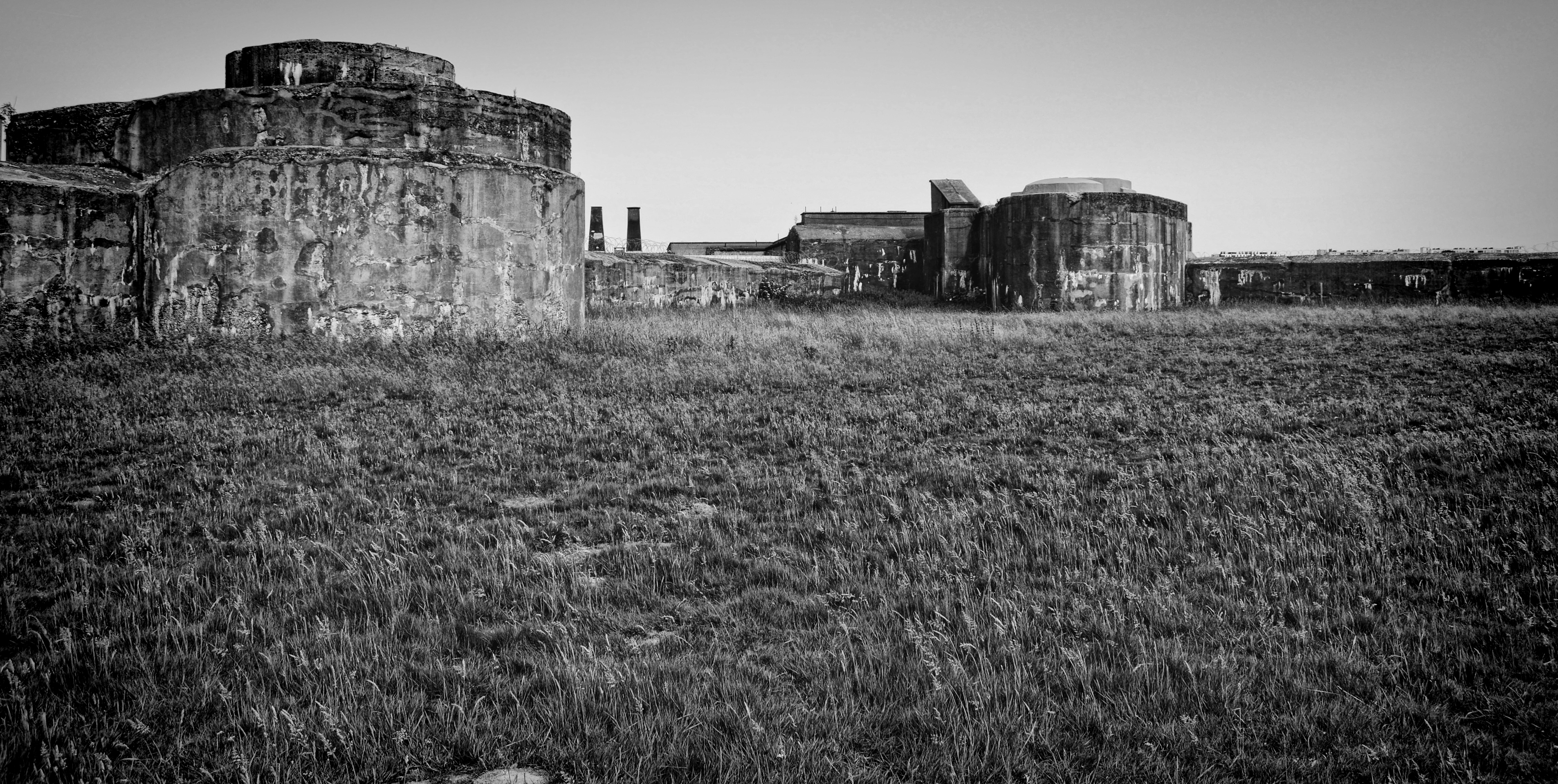
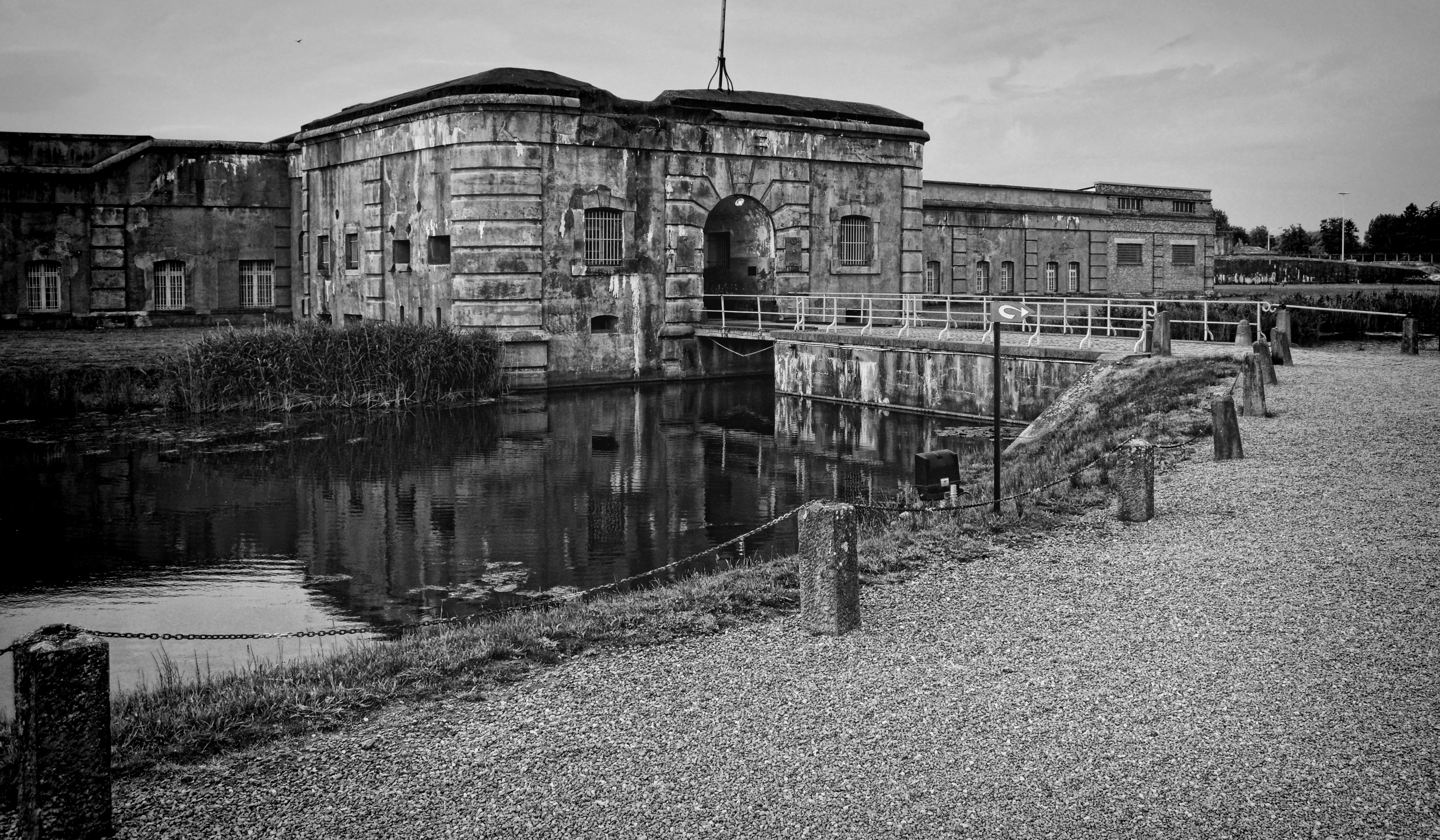
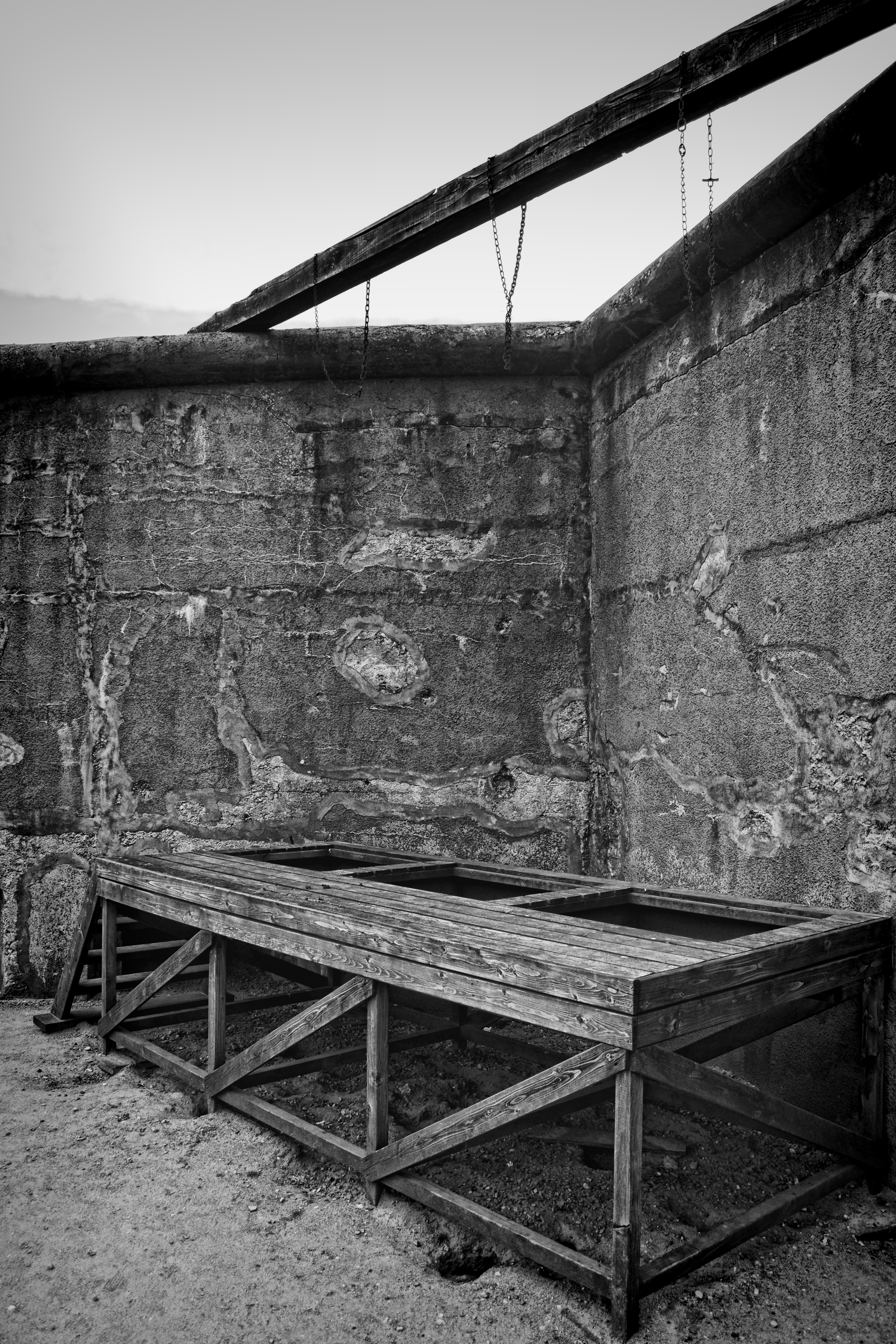
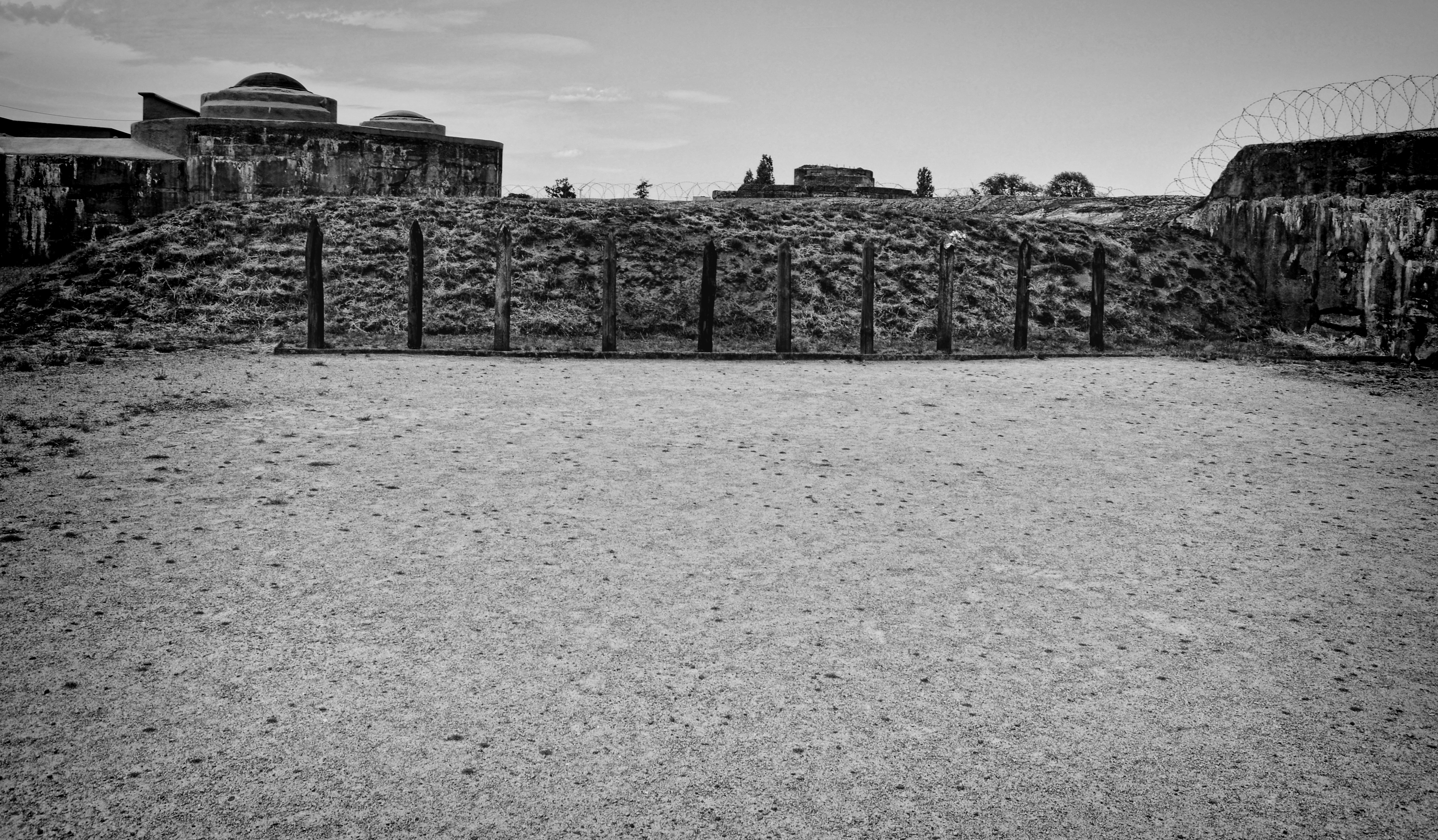
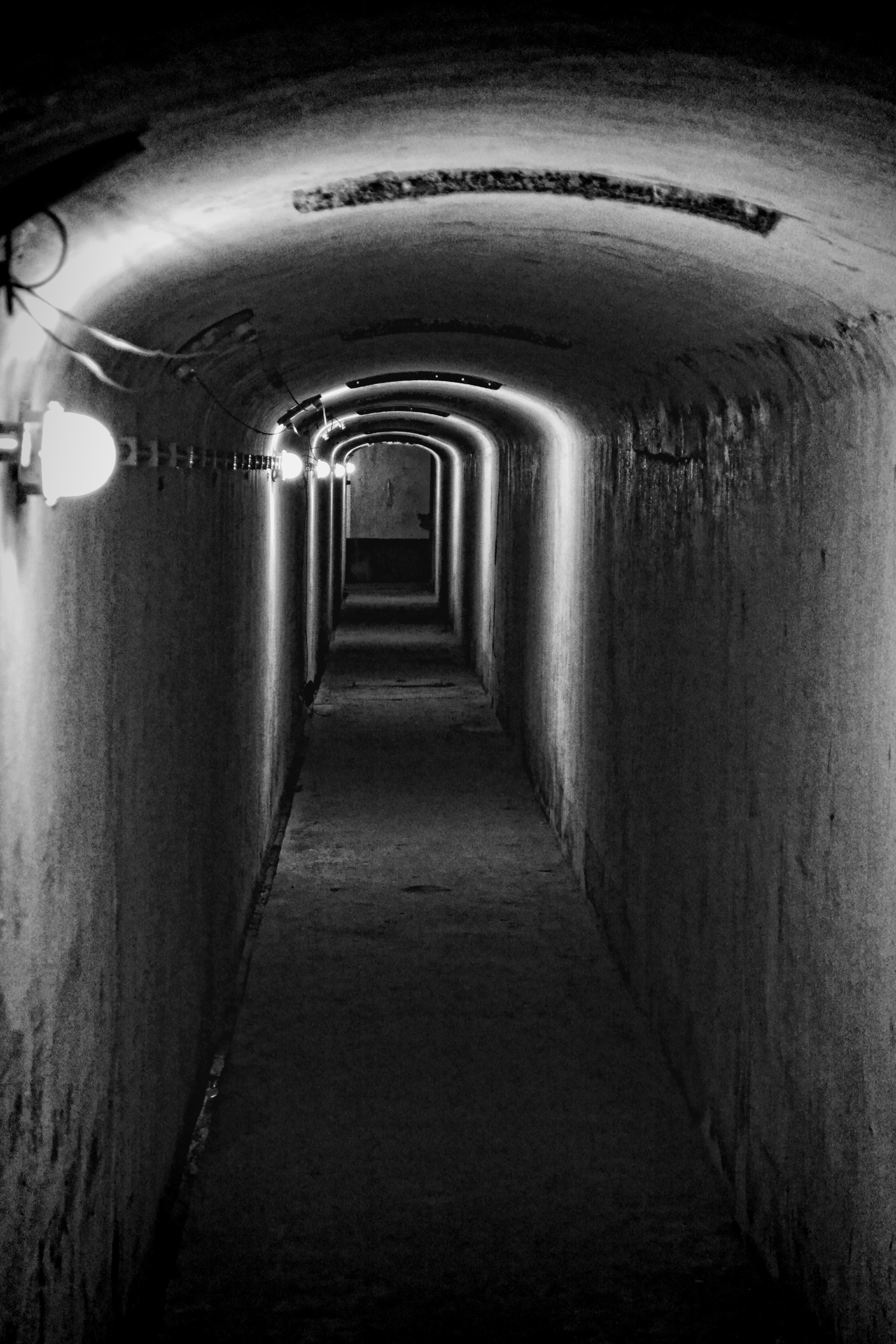
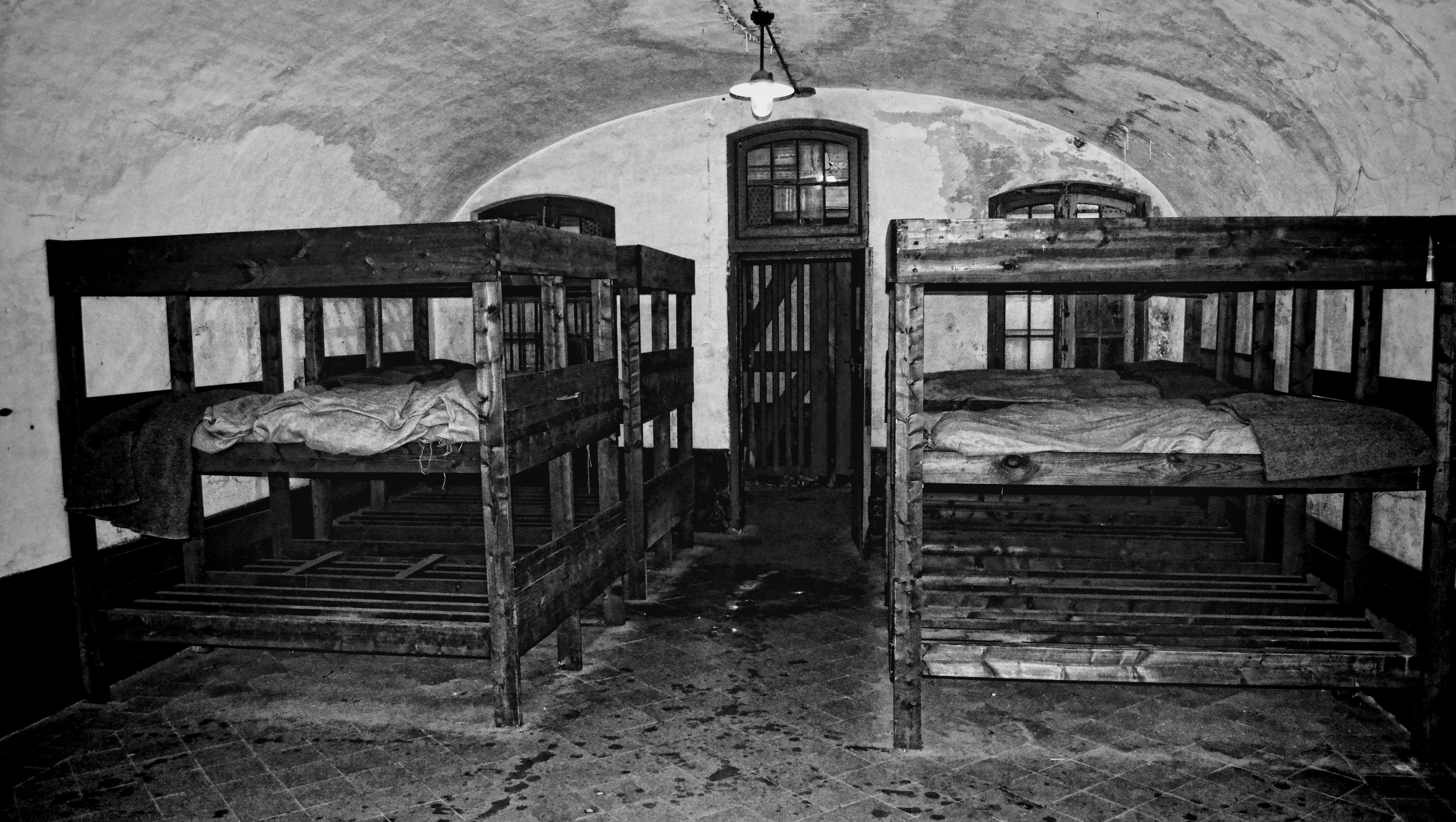
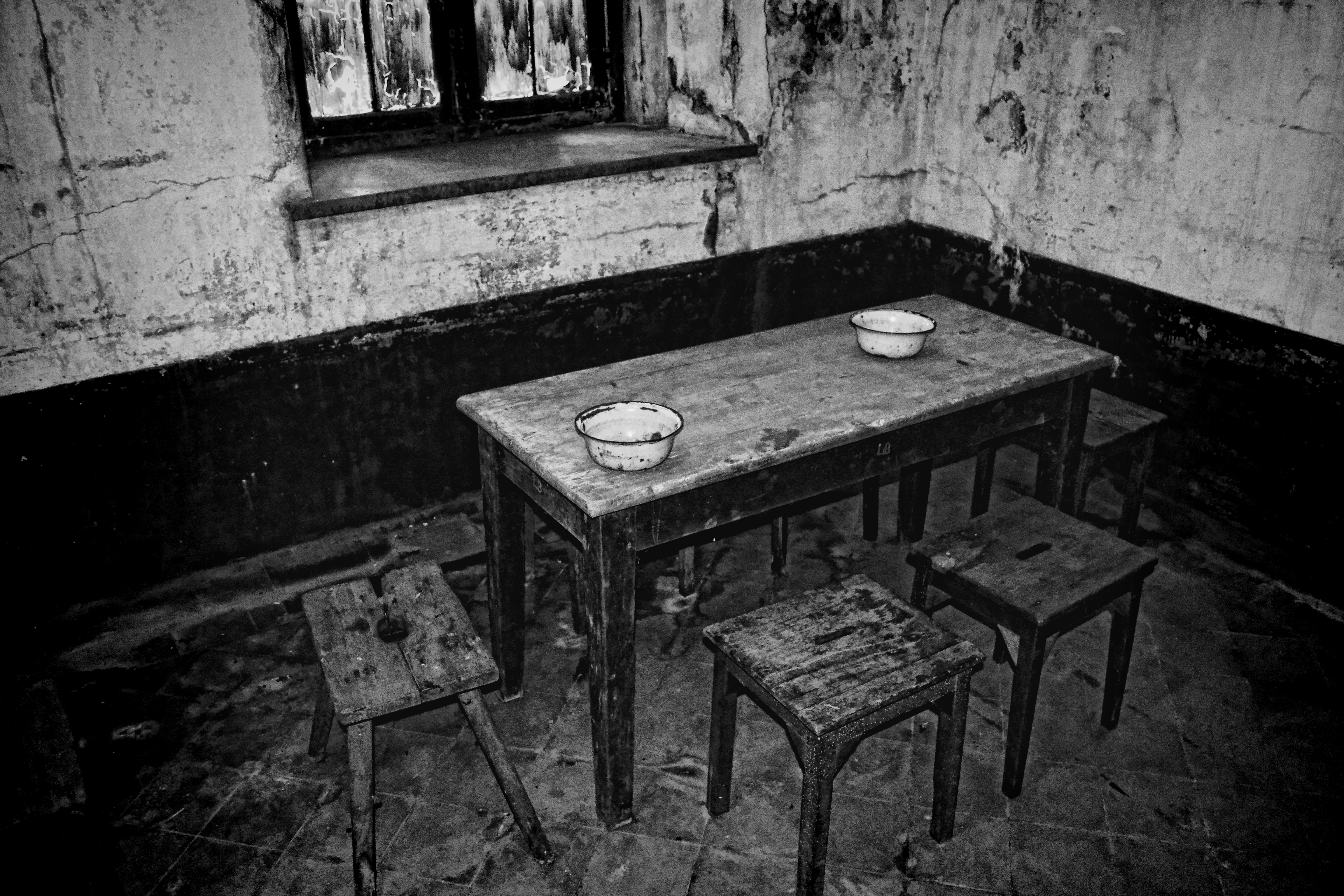
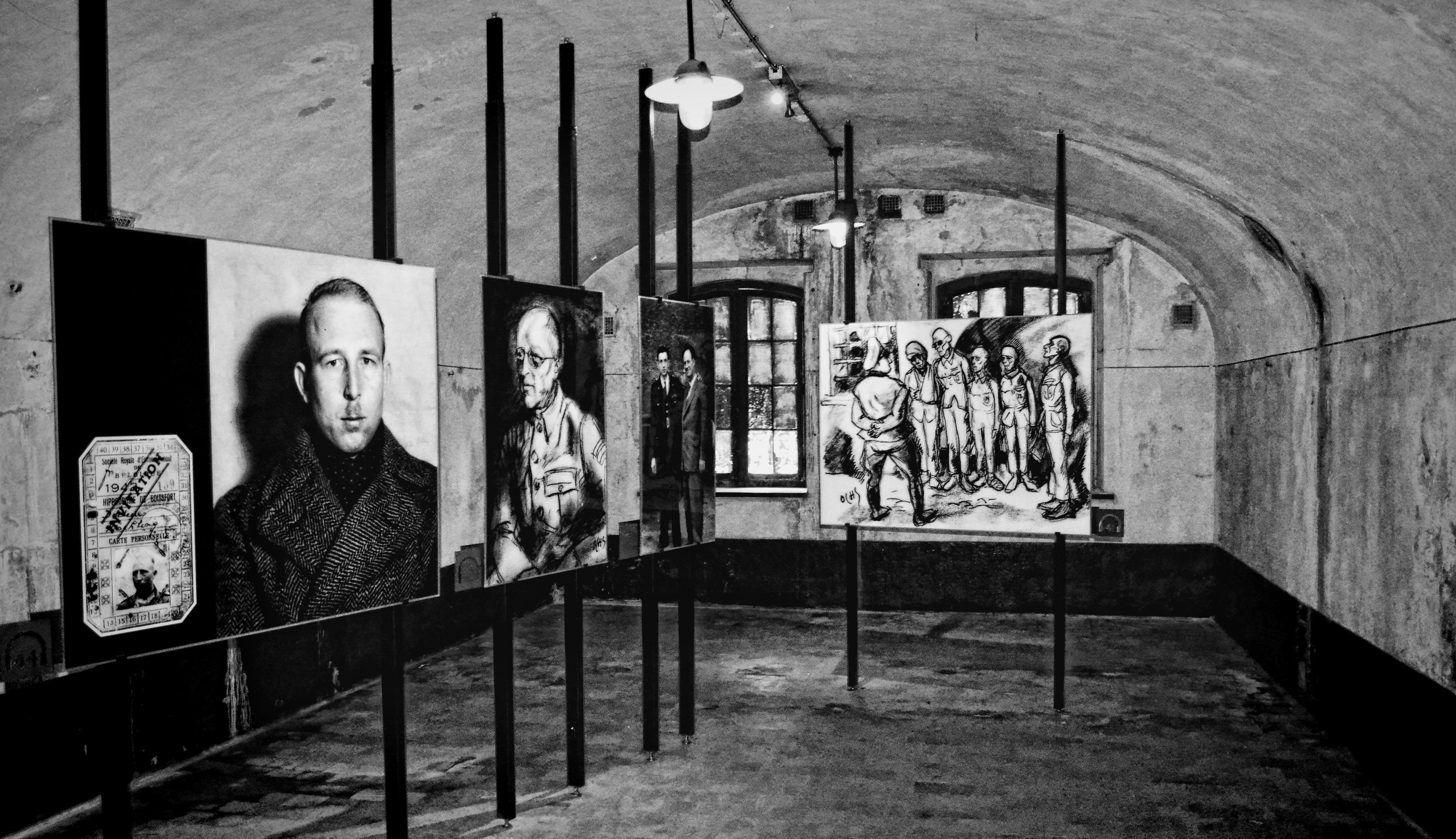